# Esterházy de Galántha

Arbre genealògic del la casa dels Esterházy

Esterházy de Galántha és un llinatge noble hongarès originat per Benedict Esterházy. Les residències principals van ser a Eisenstadt (Kismarton), Fertőd –a prop de Sopron (Ödenburg)–, i Viena. El cap de la família va rebre el títol de baró el 1613, el de comte el 1626 i el de príncep el 1687. L'escriptor Péter Esterházy, nascut el 1950, és un membre de la branca comtal de la família principal.

## Prínceps Esterházy
Cal destacar els primers membres rellevants del llinatge que donarien lloc al títol de prínceps.
- Benedict Esterházy (? — ~1552), casat (~1526) amb Helena Bessenyey de Galántha.[1]
- Miklós Esterházy de Galántha (? — 1645), net de Benedict, creat baró hongarès (1613) i comte de Fraknó (1626), fou cap de la branca principal de la família.[1]

El principat comença amb Pál Esterházy.
- Pál Esterházy (1635-1713), primer príncep Esterházy, dirigí la família a la mort del seu germà gran, Ladislau, el 1653. Dugué a terme nombroses activitats com a polític, poeta i compositor. En aquest darrer vessant, publicà la col·lecció Harmonia Caelestis (1711), amb 55 cantates sacres per a orquestra, veus soles o cor. Fundà també l'orquestra de la residència dels Esterházy, inici d'un taller musical d'alt nivell que es desenvoluparia al segle xviii. El 1687 arribà a la dignitat de príncep del Sacre Imperi.[1]
- Miguel Esterházy (1671-1721), fill del precedent.
- József Esterházy (1687-1721), germà de precedent.
- Pál Antal Esterházy de Galántha (1711-1762), fill del precedent, contractà Joseph Haydn com a Vicekapellmeister (1761)
- Miklós József Esterházy de Galántha (1714-1790), germà de Pál Antal, filharmònic notable, amplià la seva orquestra privada, ascendí Haydn a Kapellmeister (1766) i al cor del seu domini Esterházy, a Fertőd (nord-oest d'Hongria), feu construir el castell d'Esterház, que els contemporanis comparaven amb el de Versalles, amb un teatre d'òpera per a quatre-cents espectadors.[1] S'inspirà en l'esplendor del palau de Schönbrunn. Es va guanyar el sobrenom de Nicolau el meravellós.
- Antal Esterházy de Galántha (1738-1794), fill de Miklós József; dissolgué l'orquestra i concedí una pensió a Haydn.
- Miklós Esterházy de Galántha (1765-1833), cosí d'Antal. Fou un general i diplomàtic, que refusà la corona hongaresa que Napoleó I li oferia (1809). Reuní una col·lecció d'art,[1] conservada actualment al Museu de Belles Arts de Budapest.
- Pál Antal Esterházy de Galántha (1786-1866)
- Miklós Esterházy de Galántha (1866-1894)
- Pál Esterházy de Galántha (1894-1898)
- Miklós Esterházy de Galántha (1898-1920)
- Pál Esterházy de Galántha (1901-1989)
- Antal Esterházy de Galántha (1936 -)
- Pál Antal Esterházy de Galántha (1986 -)